# Me Gusta
Singles de Anitta
Tá com o Papato
(2020) Modo Turbo
(2020)
Singles par Cardi B
WAP
(2020) Bet You Wanna
(2020)
Singles par Myke Towers
Caramelo (Remix)
(2020) Mi Niña
(2020)
Clip vidéo
(en) [vidéo] « "Me Gusta" », sur YouTube
Me Gusta est une chanson de la chanteuse brésilienne Anitta, en featuring avec Cardi B et Myke Towers. Le titre est sorti en tant que deuxième single de l'album Versions of Me, le 18 septembre 2020 en téléchargement numérique sur le label Warner Records,. Un remix mettant en vedette le chanteur américain 24kGoldn est sorti le 20 novembre 2020.
La chanson a été écrite et produite par Anitta, Myke Towers, Cardi B, Ryan Tedder, Andres Torres, Carolina Isabel colón Juarbe, Mauricio Rengifo, Messiah, Rafa Dias, Wallace Chibatinha. Le clip vidéo de la chanson a été tourné à Salvador, Bahia et sorti le même jour.

## Contexte et sortie
Me Gusta devait initialement sortir en avril 2020, cependant, le 27 mars 2020, Anitta a annoncé qu'elle devait reporter la sortie de la chanson au milieu de la pandémie de COVID-19,. Plus tard, le 19 août 2020, Anitta a annoncé qu'elle reporterait à nouveau la sortie de la chanson en raison d'une "grande opportunité" liée à sa sortie. Elle devait initialement interpréter Me Gusta dans l'émission de télévision américaine The Late Late Show avec James Corden le 20 août 2020,, mais en raison du retard de Me Gusta, elle a choisi d'interpréter Tócame.
Anitta a ensuite confirmé que Me Gusta sortirait le 18 septembre 2020. Une semaine avant la sortie de la chanson, Anitta a créé le suspense sur ses réseaux sociaux et posté une photo sur laquelle elle apparaît aux côtés de Myke Towers et d'une silhouette d'un artiste alors inconnu. Le chanteur a ensuite précisé que la silhouette appartenait à un artiste qui serait présenté dans Me Gusta avec Towers. Deux jours après avoir taquiné la collaboration secrète, Anitta a confirmé que Cardi B figurerait sur la chanson,. Anitta a ensuite révélé qu'elle était ravie d'apprendre que le rappeur avait accepté de participer à la chanson et que Cardi B était un ajout de dernière minute.
Me Gusta est ensuite sorti dans le monde entier le 18 septembre 2020, accompagné de son clip vidéo.
La chanson figure sur la bande originale du jeu vidéo de football EA Sports, FIFA 21.

## Production
Musicalement, "Me Gusta" est une chanson pop et reggaeton latine avec quelques influences funk carioca et pagode baiano,,,,. Anitta et Cardi B se produisent en anglais et en espagnol, tandis que Myke Towers se produit dans ce dernier. Dans son couplet, Cardi dépeint son alter-ego "La Cardi" et fait référence à la chanteuse Shakira.

## Réception critique
Dans GQ, Isaac Garrido l'a appelé "une ode aux rythmes et aux couleurs brésiliennes". Il a en outre ajouté que la voix d'Anitta "se confond avec celle de Cardi B, avec qui elle réalise une synergie qui célèbre l'esprit latin et ensemble, ils possèdent les touches de hip-hop et de rap, livrées dans un Spanglish mélodique", et a fait l'éloge de Myke Towers. verset.

## Clip vidéo
Anitta a commencé le tournage du clip de Me Gusta le 13 février 2020, dans le Centre historique de Salvador — ville dans laquelle elle avait déjà enregistré le clip de la chanson Bola Rebola — entourée de journalistes et de la population locale,. Elle a posté les images des coulisses sur son profil Instagram.
Réalisé par Daniel Russel, le clip a été tourné à Salvador, Bahia et sorti le 18 septembre 2020. Il présente des Afro-Latinas de Salvador et des personnes des communautés LGBTQ. La vidéo montre des scènes lors d'une fête de rue aux allures de carnaval et d'un défilé. Dans le clip, Anitta porte plusieurs tenues colorées, dont une robe arc-en-ciel. Cardi B porte un corset lavande et une jupe couverte de roses,.
Anitta a commenté dans une interview avec NBC News qu'elle avait reçu les conseils d'un expert de l'histoire afro-brésilienne sur la meilleure façon de mettre en valeur ses racines à travers l'imagerie. Elle a également déclaré : « Je comprends que c'est de la musique pour que les gens s'amusent. . . Mais dans le clip, de dos, on a un message. Nous exaltons tous les types de femmes et disons à quel point nous aimons qu'elles fassent ce qu'elles veulent ».

## Performances dans les classements
La chanson a fait ses débuts sur le palmarès Billboard Hot 100 du 3 octobre 2020, au numéro 91, faisant d'Anitta la première artiste brésilienne à avoir une entrée sur le palmarès cette décennie. C'est devenu la première entrée d'Anitta et Myke Tower sur le Billboard Hot 100 américain.

## Certifications et ventes
| Région                                                                     | Certification | Ventes/Streams |
| -------------------------------------------------------------------------- | ------------- | -------------- |
| Brésil (ABPD)                                                              | 3 × Diamant   | 480 000*       |
| Portugal (AFP)                                                             | Platine       | 10 000x        |
| xNon précisé par la certification ‡ventes/streaming selon la certification |               |                |

## Historique de sortie
| Région | Date              | Format                       | Label  | Ref.   |
| ------ | ----------------- | ---------------------------- | ------ | ------ |
| Divers | 18 septembre 2020 | - Téléchargement - streaming | Warner | [ 29 ] |
| Italie | 25 septembre 2020 | Contemporary hit radio       | Warner | [ 30 ] |